# معركة إربين
معركة إربين هي معركة كانت من أجل السيطرة على مدينة إربين بين القوات المسلحة الروسية والأوكرانية خلال الغزو الروسي لأوكرانيا عام 2022. كجزء من هجوم كييف، سعت القوات الروسية للسيطرة على إربين وبوتشا وهوستوميل من أجل تطويق وحصار العاصمة الأوكرانية كييف من الغرب. نظرًا لشدة هجوم كييف، قامت إدارة كييف أوبلاست بتسمية بوكا، جنبًا إلى جنب مع إيربين وهوستوميل والطريق السريع M06 وفيشهورود باعتبارها أكثر الأماكن خطورة في كييف أوبلاست.

## مقدمة
في بداية الغزو استولت القوات الروسية على مطار هوستوميل شمال إربين، وأقامت موطئ قدم في المدينة. على الرغم من تنافس الجيش الأوكراني مع القوات الروسية في هوستوميل، بدأت القوات الروسية في التحرك جنوبًا للاستيلاء على إربين ومدينة بوتشا القريبة بهدف تطويق كييف.

## المعركة

مركبة روسية محترقة (من المحتمل أن تكون ناقلة جند مدرعة) بالقرب من إيربين أثناء هجوم كييف

### 27 فبراير 2022
في 27 فبراير، أفادت القوات الأوكرانية أن القوات البرية الروسية قد تقدمت إلى بوتشا وحققت فيما بعد انفراجة من بوتشا نحو إربين، وبالتالي بدأت معركة إربين. نشبت معركة دبابات داخل المدينة بينما اشتبك المشاة الأوكرانيون مع قوات الإنزال الجوي الروسية. أفاد رئيس بلدية إربين، أولكسندر ماركوشين، أن القوات الروسية كانت تحاول اختراق المدينة ولكن تم صدها من قبل القوات البرية وقوات الدفاع الإقليمية الأوكرانية، مع تعزيزات الدبابات قادمة من بوتشا. وقع قتال عنيف بين بوتشا وإربين. وأظهرت مقاطع فيديو بثها جنود أوكرانيون تدمير ناقلة جند مدرعة وستة جنود روس قتلى على الأقل.
استخدمت القوات الأوكرانية الصواريخ والقصف المدفعي والغارات الجوية لوقف التقدم الروسي. كما دمرت القوات الأوكرانية جسرا يربط بين بوتشا وإربين لمنع المزيد من القوات البرية الروسية من دخول إربين.
في وقت ما خلال اليوم، حذرت السلطات الأوكرانية سكان بوتشا من ركوب الحافلات التي «تغادر» المدينة، حيث لم يشرعوا في أي إخلاء. وزعمت السلطات الأوكرانية أنها خدعة تستخدمها القوات الروسية في تعقب الحافلات المحملة بالكامل من أجل الدخول إلى كييف، باستخدام المدنيين كدروع بشرية. تم الإبلاغ عن هذا التحذير أيضًا في بوتشا في نفس اليوم.

### 28 فبراير 2022
في 28 فبراير 2022، أفاد المستشار أوليكسي أريستوفيتش أن القوات الأوكرانية هاجمت القوات الروسية على طريق إيربين-جيتومير السريع خلال الصباح وأن أكثر من 200 وحدة من مختلف المركبات قد دمرت أو تضررت بحلول الساعة 2 ظهرًا 

### 2 مارس 2022
في 2 مارس 2022، شنت طائرتان روسيتان من طراز سوخوي سو-25 غارات جوية في إربين.
أفادت القوات البرية الأوكرانية أن القوات الروسية بدأت تخسر المبادرة الهجومية، وأوقعت إصابات كبيرة وتم إيقافها عند «حدود غير مواتية».

### 3 مارس 2022
في 3 مارس 2022، أعلنت إدارة كييف أوبلاست أن المساعدات الإنسانية تتجه نحو بوتشا وإربين، بالإضافة إلى بدء عمليات الإجلاء في كلتا المدينتين. وأفادت الأنباء أنه تم إجلاء أكثر من 1500 امرأة وطفل بالقطار وتم إجلاء 250 آخرين بالحافلة. لكن عمليات الإجلاء هذه تعقدت بسبب تدمير خطوط السكك الحديدية في بعض الطرق والمناوشات المستمرة بين القوات الأوكرانية والروسية.
أعلن فاليري زالوجني، القائد العام للقوات المسلحة الأوكرانية، عن إسقاط طائرة روسية من طراز سوخوي سو-30 فوق إربين.

### 5 - 6 مارس 2022
في 5 مارس 2022، بدأت القوات البرية الأوكرانية في إجلاء المدنيين من إربين إلى كييف سيرًا على الأقدام. ومما يعقد الجهود الجسور التي فجرتها القوات الأوكرانية في بداية الهجوم. في 6 مارس 2022، أفادت الأنباء أن القوات الروسية لا تزال تسيطر على أجزاء من إربين.